# Fontaine-Bellenger
Fontaine-Bellenger es una localidad y comuna francesa situada en la región de Alta Normandía, departamento de Eure, en el distrito de Les Andelys y cantón de Gaillon-Campagne.

## Geografía
La comuna se encuentra en la meseta de Madrie, a dos kilómetros al sur del río Sena y junto a la carretera RD6015 (la antigua N15). Dista 8 km de Gaillon y 9 de Val-de-Reuil. Los puentes más cercanos sobre el Sena están en Les Andelys y Saint-Pierre-du-Vauvray. La autopista A13 está muy próxima. Sin embargo el acceso 18 (a 4 km, en Heudebouville) es incompleto; 8 km más al noroeste está el enlace 19, que conecta tanto con la A13 como con la A154. No dispone de estación de ferrocarril, siendo la más próxima la de Gaillon-Aubevoye.
La meseta de Madrie es un territorio que separa las cuencas del Eure y del Sena, de tradición agrícola. Fontaine-Bellenger se encuentra en el borde septentrional de la meseta, en el inicio de las pendientes. Drena hacia el Sena, en parte a través del Ravin de Gournay.

## Demografía
| 425 | 462 | 470 | 445 | 421 | 418 | 382 | 384 | 381 | 337 | 318 | 322 | 271 | 260 | 269 | 245 | 237 | 234 | 232 | 233 | 189 | 196 | 227 | 229 | 253 | 206 | 247 | 263 | 265 | 559 | 712 | 812 |
| Para los censos de 1962 a 1999 la población legal corresponde a la población sin duplicidades (Fuente: INSEE [Consultar]) |     |     |     |     |     |     |     |     |     |     |     |     |     |     |     |     |     |     |     |     |     |     |     |     |     |     |     |     |     |     |     |

Gráfico de evolución demográfica de la comuna desde 1793 hasta 1999

## Administración

### Alcaldes
- Desde marzo de 2008: Jean-Claude Duplouis
- De 2001 a 2008: Loïc Chauvière
- De 1983 a 2001: Paulette LAROCHE
- De 1955 a 1983: Etienne LEMEILLEUR
- De 1929 a 1955: Marcel ARTUS
- De 1919 a 1929: Georges PICARD
- De 1904 a 1919: Léon RENOULT
- De 1884 a 1904: Jules MARQUAIS

### Entidades intercomunales
Fontaine-Bellenger está integrada en la Communauté de communes Eure-Madrie-Seine . Además forma parte del sindicato intercomunal Syndicat de l'électricité et du gaz de l'Eure (SIEGE) , que gestiona la distribución de gas y energía eléctrica.

### Riesgos
La prefectura del departamento de Eure incluye la comuna en la previsión de riesgos mayores  por:
- Presencia de cavidades subterráneas.
- Riesgos derivados del transporte de mercancías peligrosas.
- Riesgos derivados de actividades industriales.

## Lugares y monumentos
- Iglesia parroquial de Saint-Quentin, construida en el siglo XIV y modificada en el XVII .